# Muhammad Azeem
Muhammad Azeem (ur. محمد عظیم, ur. 11 kwietnia 1955) – pakistański zapaśnik w stylu wolnym. Olimpijczyk z Seulu 1988, gdzie odpadł w eliminacjach w kategorii 57 kg.
Zdobył srebrny medal na igrzyskach azjatyckich w 1978; czwarty w 1986. Na tych samych igrzyskach wywalczył siódme miejsce w stylu wolnym. Złoto na mistrzostwach Azji w 1979 i srebro w 1987. Mistrz Igrzysk Azji Południowej w 1985 roku.